# 1843 en Lorraine
Chronologie de la Lorraine
- 1839
- 1840
- 1841
- 1842
- 1843
- 1844
- 1845
- 1846
- 1847

Cette page est une liste d'événements qui se sont produits durant l'année 1843 en Lorraine.

## Événements
- Fondation de la Société d'horticulture de Metz[1],[2]
- Émile Bégin publie Histoire et description pittoresque de la cathédrale de Metz[3].

- 17 octobre : ordonnance royale créant l'École préparatoire de médecine et de pharmacie de Nancy[4].

## Naissances

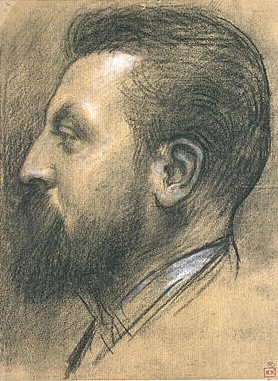
Marie-Auguste Frameng

- 7 mars à Toul : Camille Louis Husson, mort le 28 août 1886 à Toul (Meurthe-et-Moselle) à l'âge de 43 ans, est un pharmacien toulois et un érudit local du XIXe siècle.
- 3 mai à Nancy : Paul Cauwès (1843-1917), économiste et juriste français[5]. Il est l'un des fondateurs de la Revue d'économie politique[5].
- 17 mai à Waly : Albert de Benoist, mort le 27 mai 1923 à Thonne-les-Prés, député de la Meuse de 1901 à 1906.
- 14 juillet à Metz : Marie-Auguste Flameng, mort à Paris le 26 septembre 1893, artiste peintre de marine français.
- 8 août à Metz : Henri-Félix de Lamothe[6], mort le 20 mars 1926 à Paris, administrateur colonial français. Gouverneur du Sénégal de 1890 en 1895, il appartint à la Ligue coloniale, à l'Union coloniale et au Comité d'action républicaine aux Colonies.
- 1er septembre à Lunéville : Adrien Maggiolo, mort le 26 octobre 1894 à Asnières-sur-Seine, journaliste royaliste français.
- 7 novembre à Senones : Félix Joseph Camille Granddemange, connu comme Camille Granddemange[7], mort le 8 juin 1906[8], ingénieur et industriel vosgien, constructeur mécanicien spécialisé en chaudronnerie, machines à vapeur, locomotives, dépurateurs d'eau et tapis élévateurs de marchandises.

## Décès

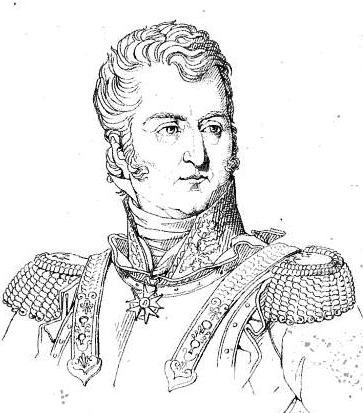
Chouard, Louis Claude, d'après Guérin

- 2 février à Phalsbourg : Charles-Joseph Parmentier (né le 6 novembre 1765 à Lunéville), était un homme politique français du XIXe siècle.
- 26 mars à Verdun : Charles du Barail ou Dubarail, né le 10 juin 1785 à Nancy, militaire français.
- 27 avril  à Metz[9] : François Sébastien Aimé, né le 15 août 1761 à Lons-le-Saunier, officier du génie français, membre de la Commission des sciences et des arts, directeur des ateliers de menuiserie en Égypte.
- 15 mai à Nancy : Louis Claude Chouard [10], né le 15 août 1771 à Strasbourg, général français du Premier Empire.
- 19 mai à Inglange : Jean François Alexandre Boudet de Puymaigre, né le 5 octobre 1778 à Metz, haut fonctionnaire français, préfet du Haut-Rhin, de l'Oise et de Saône-et-Loire sous la Restauration[11].
- 27 juillet à Nancy : Nicolas André Tardieu, homme politique français né le 5 juin 1790 à Nancy.
- 12 septembre à Metz : Pierre Charles Thérèse Maud'huy est un homme politique français né le 25 mars 1774 à Metz (Moselle).
- 27 décembre à Nancy : Mathieu de Dombasle, couramment C.J.A. Mathieu de Dombasle, né à Nancy le 26 février 1777, agronome, précurseur de l'enseignement supérieur agricole français. Surnommé par ses contemporains « le meilleur laboureur de France »[12], il fonde une « ferme exemplaire » à Roville, qui sera bientôt imitée, et une fabrique d'instruments aratoires qui connut un réel succès.